# Зюпплінгенбург
Зюпплінгенбург (нім. Süpplingenburg) — громада в Німеччині, розташована в землі Нижня Саксонія. Входить до складу району Гельмштедт. Складова частина об'єднання громад Норд-Ельм.
Площа — 14,30 км2. Населення становить 633 ос. (станом на 31 грудня 2021).

## Галерея

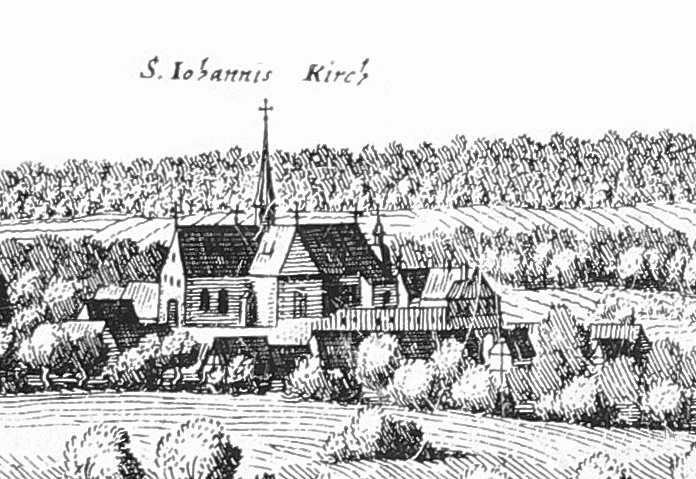
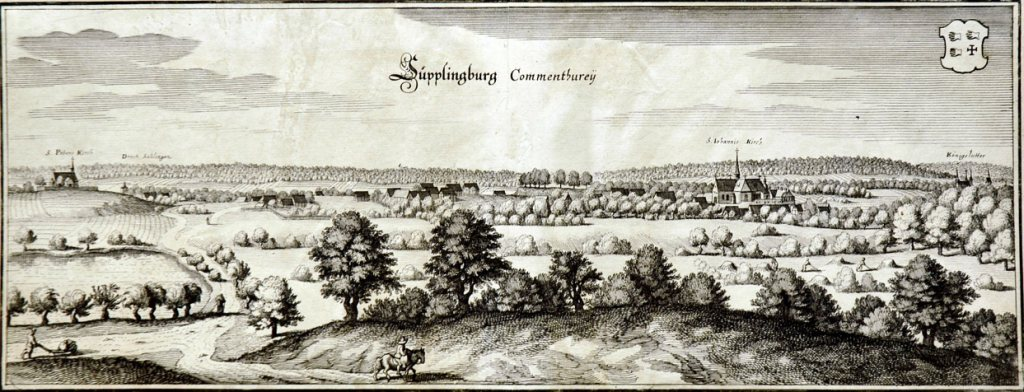
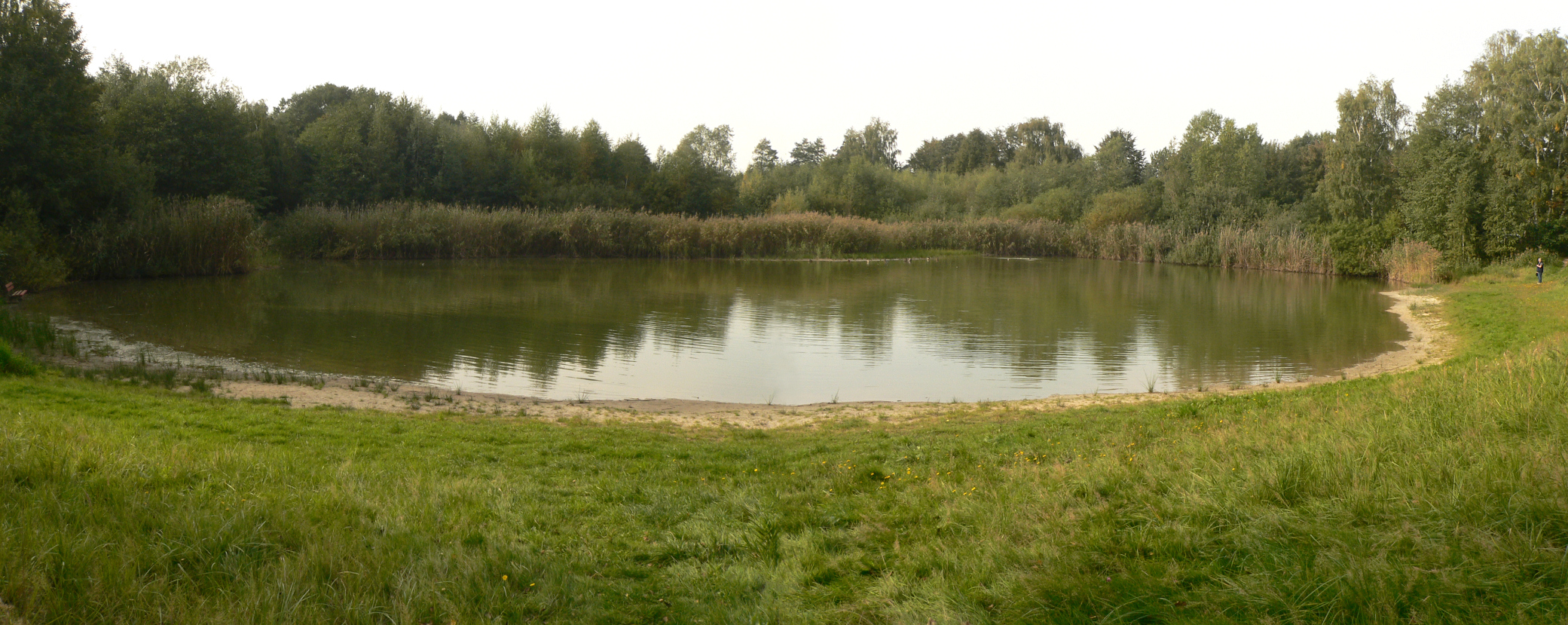